# Арсо Пандурски
Арсо Евтимов Пандурски е деец на БРП (к). Участник в Съпротивителното движение по време на Втората световна война. Командир на Горноджумайския партизански отред „Никола Калъпчиев“.

## Биография
Арсо Пандурски е роден на 19 май 1915 година в горноджумайското село Бучино. Баща му е деец на ВМОРО, съратник на Яне Сандански. Като ученик в Горноджумайската гимназия е активен член на Работническия младежки съюз. Изгражда организации на РМС в селата по десния бряг на Струма. През 1935 - 1937 година е работник по железопътната линия Дупница - Горна Джумая и във водния синдикат в Бело поле, където организира успешна стачка. В 1939 година става студент във Висшето търговско училище в Свищов, а на следващата година се прехвърля в Държавното висше училище за финансови и административни науки (днес УНСС) в София. Член на Българския общ народен студентски съюз, а от 1941 година член на Българската комунистическа партия.
Технически сътрудник е на Централната военна комисия при ЦК на БРП (к). Осъществява връзката с Горноджумайския окръжна организация на БРП (к). На 18 февруари 1942 г. е арестуван от полицията в София. На 5 май 1942 г., при прехвърлянето му от София в Горна Джумая, успява да избяга и става партизанин в Горноджумайската партизанска чета. Получава задочно смъртна присъда. През март 1943 година получава втора смъртна присъда. От пролетта на 1943 година завежда Военния отдел на Окръжния комитет на БКП в Горна Джумая и е заместник-командир на Четвърта Горноджумайска въстаническа оперативна зона и е командир на Горноджумайския партизански отряд. Загива в сражение с полицията на 29 януари 1944 г. при село Лисия, Горноджумайско.